# 観覧車に乗る君が夜景に照らされてるうちは
「観覧車に乗る君が夜景に照らされてるうちは」（かんらんしゃにのるきみがやけいにてらされてるうちは）は、日本のバンドThe Mirrazの1枚目のシングルである。2011年6月22日発売。発売元はKINOI RECORDS。

## 概要
- バンド結成以来初となるシングル。
- 自主レーベル「KINOI RECORDS」からのCD第2弾。規格品番はKINOI-1002。
- スペースシャワーTVの6月度「POWER PUSH」。タイアップが付いたのは今作が初である。
- PV監督は大野敏嗣。ボーカルの畠山以外が監督を務めるのも今回が初。
- 発売直後に東京渋谷C.C.Lemonホール（6月23日）と大阪BIG CAT（6月30日）でリリース記念ライブ「逃げた花嫁…ちょっ！ 待てよ！ 2011梅雨」を開催。

## 収録曲
1. 観覧車に乗る君が夜景に照らされてるうちは
2. ウザイあいつ